# 柯尼希斯瓦尔塔
柯尼希斯瓦尔塔（德語：Königswartha）是德国萨克森州的市镇，隶属于包岑县。总面积为47.17平方千米，截至2023年12月31日总人口为3,387人。